# Force opérationnelle interarmées du nord
Pour les articles homonymes, voir Foin (homonymie) et Joint Task Force North.
La Force opérationnelle interarmées du nord ou FOIN (Joint Task Force (North) ou JTF(N) en anglais) est une force opérationnelle des Forces canadiennes responsable des opérations et de l'administration pour le Nord canadien soit les Territoires du Nord-Ouest, le Yukon et le Nunavut ainsi que pour les eaux canadiennes de l'océan Arctique et de la baie d'Hudson. Le quartier général de la FOIN est situé à Yellowknife dans les Territoires du Nord-Ouest. La FOIN est sous le Commandement Canada.
La FOIN a attiré de plus en plus d’attention à l’échelle nationale depuis 2009, où un plus grand accent a été mis sur les revendications du Canada en matière de souveraineté dans l’Arctique. Chaque année, des centaines de Canadiens et de Canadiennes prennent part à l’opération NANOOK, une démonstration annuelle de souveraineté dans la région du Nord du Canada. Cette opération est menés chaque année depuis 2007.

## Unités de la FOIN[3]
Quartier général et détachements de la FOIN
- Le quartier général de la Force opérationnelle interarmées (Nord) - Yellowknife, Territoires du Nord-Ouest
- La Force opérationnelle interarmées (Nord) Détachement du Nunavut - Iqaluit, Nunavut
- La Force opérationnelle interarmées (Nord) Détachement du Yukon - Whitehorse, Yukon

Unités de la FOIN (les unités suivantes sont colocalisées à Yellowknife mais relèvent d'autres unités d'appartenance.)
- 440e Escadron de transport (8e Escadre Trenton);
- La Compagnie « C » (la compagnie Yellowknife) (The Loyal Edmonton Regiment);
- 1er Groupe de patrouilles des Rangers canadiens (3e Division du Canada).

## Opérations dans le Nord
- Opération Nanook[2]
- Opération NEVUS[4]
- Opération NUNAKPUT[5]
- Opération NUNALIVUT[6]
- Opération LIMPID[7]

## Annexe